# Miljoenennota 2013
De miljoenennota 2013 is een algemene toelichting van de Nederlandse regering op de verwachte inkomsten en de uitgaven in de Nederlandse Rijksbegroting voor het jaar 2013, zoals deze bekend worden gemaakt op Prinsjesdag 2012.
In de miljoenennota 2013 worden de belangrijkste plannen van het kabinet voor het jaar 2013 besproken. Hierbij wordt ingegaan op de kosten en de invloed van deze plannen op de burgers en de bedrijven. Ook wordt de algemene toestand van de Nederlandse economie besproken. Een belangrijk onderwerp zijn altijd ook de overheidsfinanciën. Er wordt aangegeven hoe groot het tekort is en hoe dit zal worden gefinancierd.

## Geraamde uitgaven (in miljarden euro)
| Geraamde uitgaven                              | Bedrag |
| ---------------------------------------------- | ------ |
| Zorg                                           | 76,7   |
| Sociale Zekerheid en Arbeidsmarkt              | 73,4   |
| Onderwijs, Cultuur en Wetenschap               | 31,4   |
| Gemeente- en Provinciefonds                    | 20,5   |
| Buitenlandse Zaken/Internationale Samenwerking | 11,5   |
| Infrastructuur en Milieu                       | 9,8    |
| Rentelasten                                    | 10,1   |
| Defensie                                       | 7,1    |
| Binnenlandse Zaken en Koninkrijksrelaties      | 4,0    |
| Veiligheid en Justitie                         | 9,8    |
| Economische Zaken, Landbouw en Innovatie       | 4,7    |
| Financiën                                      | 1,6    |
| Overig                                         | 0,2    |
| Totaal                                         | 260,9  |

Hiervan moeten nog de gasbaten van 12,0 miljard (die aan de uitgavenkant als niet-belastingontvangst zijn opgenomen) worden afgetrokken, zodat de totale rijksuitgaven in 2013 naar verwachting 248,9 miljard euro bedragen.

## Raming van de belasting- en premieontvangsten (in miljarden euro)
De totale inkomsten worden voor 2013 geraamd op 235,4 miljard euro. 
| Geraamde belasting- en premieontvangst              | Bedrag |
| --------------------------------------------------- | ------ |
| Indirecte belastingen                               | 73,7   |
| Directe belastingen                                 | 65,6   |
| Overig                                              | 0,1    |
| Totaal belastingen                                  | 139,4  |
| Aansluiting op EMU-basis                            | 0,8    |
| Premies volksverzekeringen                          | 41,4   |
| Premies werknemersverzekeringen                     | 53,8   |
| Totaal belasting- en premieontvangsten op EMU-basis | 235,4  |

## Geraamd tekort (in miljarden euro)
Het begrotingstekort wordt geraamd op 16,7 miljard euro oftewel 2,7% van het bbp.
| Geraamd tekort                     | Bedrag |
| ---------------------------------- | ------ |
| Totaal uitgaven Rijksoverheid      | 260,9  |
| Totaal inkomsten Rijksoverheid     | 247,4  |
| Verschil (EMU-saldo Rijksoverheid) | 13,5   |
| EMU-saldo lokale overheid          | 3,2    |
| Tekort (op EMU-basis)              | 16,7   |